# Barokowe kamienice na Starym Rynku we Włocławku
Barokowe kamienice na Starym Rynku we Włocławku – dwie kamienice usytuowane na Starym Rynku we Włocławku oznaczone numerami 14 i 15, zbudowane między XVI a XVIII wiekiem. Swoją nazwę zawdzięczają barokowym szczytom ujętym we faliste spływy. Są jednymi z nielicznych zachowanych we Włocławku budynków pochodzących z XVIII wieku oraz przykładów mieszczańskiej kamienicy barokowej. Obecnie, wraz z trzecią kamienicą przy ul. Szpichlernej 19 zbudowaną w latach 50. XIX wieku, stanowią siedzibę Muzeum Historii Włocławka, oddziału Muzeum Ziemi Kujawskiej i Dobrzyńskiej we Włocławku. 10 grudnia 1985 roku zostały wpisane do rejestru zabytków.

## Historia i architektura

### XVI-XIX wiek
Historia kamienic nie była znana do lat 60. XX wieku. Badania przeprowadzone w trakcie remontu z lat 1966-1972 doprowadziły do wniosku, że zrąb kamienicy pod adresem Stary Rynek 14 został zbudowany już w XVI wieku. Świadczy o tym m.in. gotycki układ cegieł, odkryty w pierwszym miesiącu prac, którego fragment od strony ulicy pozostawiono odsłonięty. Następnie odkryto wnękę okienną w północnej ścianie budynku, która została zamurowana po dobudowaniu obok kamienicy pod numerem 15. Potwierdza to również, że niższa z kamienic została dobudowana później. Tym samym jest to prawdopodobnie najstarszy dom mieszkalny we Włocławku, choć nie znajduje to potwierdzenia w źródłach pisanych. Badania pozwoliły także ustalić, że domy były w przeszłości wielokrotnie przebudowywane. W swoim obecnym kształcie wraz z barokowym szczytem kamienica pod numerem 14 została ukończona w połowie XVIII wieku. Wewnątrz na uwagę zasługuje obszerna sala o wymiarach 8x12 m² zbudowana w celach reprezentacyjnych lub handlowych, przykryta drewnianym stropem z belkami z XVI wieku i posiadająca zakończone łukiem blendy. W 1833 r. opisano, że dom miał po 3 pokoje i jedną kuchnię na każde z dwóch pięter. Jedno z pomieszczeń, usytuowane nad piwnicami, jest nieco wyższe niż pozostałe. Może to być spowodowane próbą wyrównania poziomu domu usytuowanego na powierzchni obniżającej się ku Wiśle. Pod domem znajdowały się dwie piwnice o sklepieniu kolebkowym. Na piętro prowadziły ze środka sieni drewniane schody. Pierwotne schody w budynku zostały prawdopodobnie rozebrane. Sień prowadziła od frontu domu aż na podwórze. Podłogę wyłożono posadzką z ceramiki, którą później przykryto drewnianymi deskami. Kamienica miała osiem par drzwi i podwójnych okien, które poddawano częstym przeróbkom. Na przełomie XIX i XX wieku okna na piętrze wymieniono na czteroskrzydłowe. Oryginalne, dwuskrzydłowe okna przywrócono przy adaptacji z lat 1966-1972. Kamienica posiada trzyosiową elewację. Dach był pokryty dachówką i miał dwa kominy. Początkowo połacie dwuspadowego dachu były stromo ustawione. Ułatwiało to opadanie śniegu w okresie, gdy w Polsce występowały jego obfite opady. Przy przebudowie z XVIII wieku wymieniono więźbę dachową i zainstalowano dach mansardowy. Budynek posiada poddasze, jednak nie wiadomo, czy istniało ono od początku jego istnienia czy zostało dobudowane przy przebudowanie z XVIII wieku. W ogrodzie znajdowała się drewniana przybudówka. Na przestrzeni XIX wieku wzniesiono w nim kolejne budynki gospodarcze, wyburzone w XX wieku.
Druga kamienica pod adresem Stary Rynek 15 (na rogu z ulicą Szpichlerną) została zbudowana w całości w XVIII wieku, w miejscu istniejącego prawdopodobnie od czasów średniowiecza domu drewnianego. Wraz z kamienicą przy ul. Stary Rynek 14 stanowiły w tym czasie dwie z dziesięciu istniejących wówczas w mieście murowanych kamienic. Jest mniejsza od pierwszej. Parter domu pełnił funkcje handlowe, zaś piętro mieszkalne. Posiada cztery pokoje na parterze i trzy na piętrze oraz piwnicę ze sklepieniem kolebkowym. Wejście do piwnicy znajdowało się od strony ul. Szpichlernej. Po zbudowaniu piętrowego domu pod adresem Szpichlerna 19, będącym oficyną kamienicy przy Starym Rynku 15, dobudowano dodatkowe wejście od strony podwórza. Pierwotne wejście znalazło się wówczas w nowo powstałej oficynie. W połowie XIX wieku kamienica posiadała też drugą oficynę zbudowaną z cegły i desek. W połowie XIX wieku jedno z okien przerobiono na drzwi wahadłowe. Za kamienicą stały nieistniejące już drewniane stajnia, drwalnia i dwie kloaki. Wartość pomieszczeń gospodarczych oszacowano na 2700 srebrnych rubli. Od ulicy Szpichlernej kamienica była otoczona parkanem.

### XX-XXI wiek

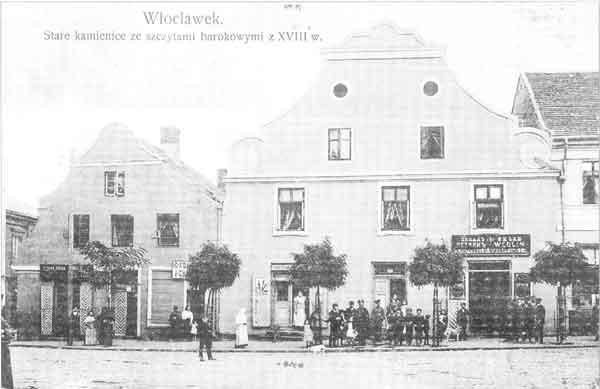
Kamienice na zdjęciu Bolesława Sztejnera sprzed 1913 roku

W 1912 roku parter domów został przebudowany w celach handlowo-usługowych. Utworzono wówczas drzwi frontowe i zainstalowano witryny sklepowe. Podniesiono dach domu nr 15 i wyrównano dach mansardowy domu nr 14. Projekt elewacji domu nr 15 wykonał R. Zieliński. Usunięto zainstalowane w połowie XIX wieku drzwi obrotowe i stawiono w ich miejsce na powrót okno. Po obu stronach okna zainstalowano witryny, a obok nich po jednej parze drzwi. Domy spełniały funkcje handlowe do lat 60. W tym czasie wnętrza podzielono w celu utworzenia niezależnych mieszkań, zaburzając tym samym oryginalny układ wnętrz.
W 1966 r. Prezydium Miejskiej Rady Narodowej we Włocławku podjęło uchwałę o nabyciu zabytkowych kamienic. Środki na wykup domów i przekwaterowanie zamieszkujących je rodzin oraz opracowanie dokumentacji przeznaczyła MRN we Włocławku oraz Wojewódzki konserwator zabytków w Bydgoszczy. W latach 1966–1972 dokonano ich przebudowy w celu utworzenia w nim Muzeum Historii Włocławka, oddziału Muzeum Ziemi Kujawskiej (od 1975 r. Muzeum Ziemi Kujawskiej i Dobrzyńskiej we Włocławku). Połączono wówczas dwa budynki w całość, z zachowaniem pierwotnego układu pomieszczeń. Na początku prace planowano rozłożyć na dwa etapy, z czego pierwszy obejmował adaptację parteru, a drugi pozostałych pięter. Dzięki temu zostawiono więcej czasu na przekwaterowanie pozostałych lokatorów. Po pierwszych odkryciach dot. wieku starszego z budynków, MRN wraz z wojewódzkim konserwatorem zabytków w Bydgoszczy i ekspertami z pracowni konserwacji zabytków w Toruniu postanowiły przerwać pracę do czasu wykwaterowania mieszkańców i dokonania ekspertyz. Na podstawie wyników ekspertyzy opracowano nowy projekt adaptacji kamienic na Muzeum i ponownie przystąpiono do prac. Nowy projekt opracował zespół Hydroprojekt z Włocławka. Prace zaplanowano na dwa lata. Później termin ten przesunięto z uwagi na zmianę planu adaptacji, a także z uwagi na materiały potrzebne do remontu, które były rzadko dostępne lub wykonywane tylko na zamówienie. Część detali wnętrza została zrekonstruowana. Starano się przywrócić oryginalny charakter domu nr 14, na ile możliwe było jego poznanie i odtworzenie. W tym celu m.in. zrekonstruowano drewniany strop i odsłonięto blendy w ścianach. Utworzono nową klatkę schodową, aczkolwiek nie wiadomo gdzie znajdowała się ona pierwotnie. Zagospodarowano otoczenie placówki, m.in. poprzez utworzenie rabat i trawników oraz wykonanie tarasu, na którym organizowano imprezy plenerowe. Związani z Włocławkiem artyści wykonali ceramiczne ozdoby. Elżbieta Piwek-Białoborska wykonała panneaux na wschodniej ściany mniejszej z kamienic, przedstawiająca m.in. sylwetki lecących ptaków i Słońca. Wit Płażewski ozdobił ścianę muru w podwórzu 8 medalionami symbolizującymi poszczególne ekspozycje muzeum. Z kolei Antoni Bisaga wykonał dekoracje atrium - niebiesko-zieloną fontannę z motywami roślinnymi i kwietniki. Muzeum zostało otwarte 3 grudnia 1972 roku.
Od 1 lutego 2013 roku do czerwca 2018 roku przeprowadzono kolejny remont budynków. Roboty przerwano na okres od 2014 do 2017 roku z powodu braku środków na ich dokończenie. Długi przestój w remoncie był wykorzystywany przez część radnych do krytyki Urzędu Marszałkowskiego w Toruniu, finansującego działania Muzeum Ziemi Kujawskiej i Dobrzyńskiej. W ramach prac wymieniono dachy, okna i zabezpieczenia piwnic i fundamentów. Sale wyremontowano i zaadaptowano na potrzeby nowoczesnej ekspozycji muzealnej. Dobudowano zaplecze recepcyjne, socjalne i audytorium. Konserwacji poddano elewację kamienic. Przy okazji remontu powiększono obszar Muzeum poprzez zagospodarowanie terenu zielonego od strony ulicy Szpichlernej. Przez kolejne sześć miesięcy instalowano ekspozycje Muzeum Historii Włocławka. Początkowo planowano jego otwarcie na 11 listopada 2018 roku, czyli 100 rocznicę odzyskania przez Polskę niepodległości. Ostatecznie otwarcie nastąpiło 3 grudnia 2018 roku, a zatem w rocznicę powstania placówki. Prace remontowe wraz z urządzeniem ekspozycji kosztowały ponad 3 miliony złotych. Sfinansowano je ze środków Europejskiego Funduszu Rozwoju Regionalnego w ramach Regionalnego Programu Operacyjnego Województwa Kujawsko-Pomorskiego na lata 2014–2020.

## Właściciele nieruchomości, lokale handlowo-usługowe

### Stary Rynek 14

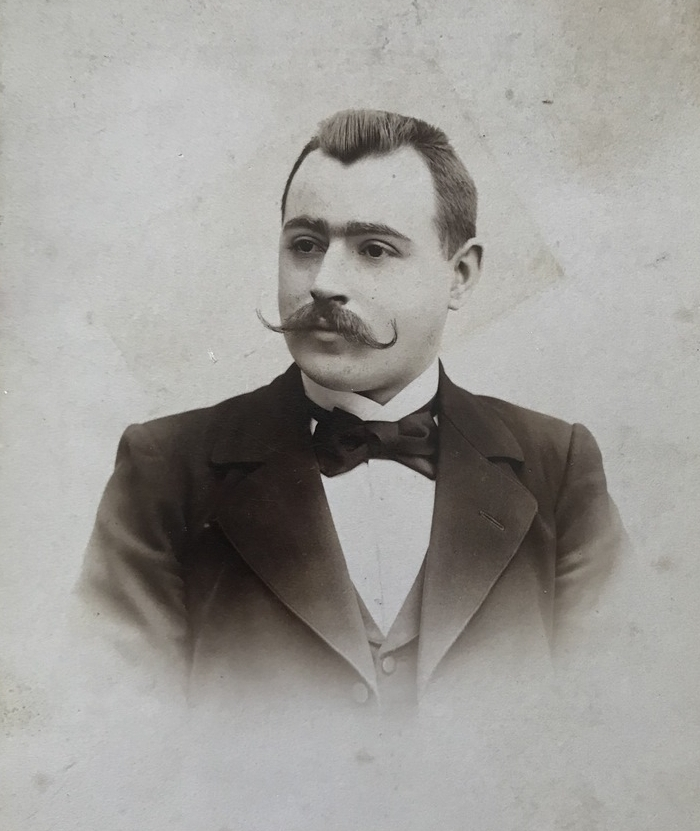
Portret Wacława Kłudkowskiego aut. Bolesława Sztejnera

Kamienica posiada 11. numer hipoteczny. Najstarsza wzmianka w źródłach pisanych dot. domu pochodzi z Rozporządzenia Komisji Dobrego Porządku z 1787 roku. Miała wtedy 12. numer policyjny. Właścicielem domu był wówczas W. Brzeski, od którego dzierżawił go kotlarz Jędrzej Madejski. Brzeski złożył skargę do komisji z powodu nieopłacania przez Madejskiego opłat za dzierżawę. Komisja zwróciła uwagę, że dom nie był od dawna remontowany i groził zawaleniem. Jednym z kolejnych właścicieli domu był Antoni Andrzej Madejski (1776-1838), który dokonał jego remontu, aczkolwiek sam w nim nie mieszkał. W 1833 r. właścicielem kamienicy z ogrodem był już krawiec Franciszek Madejski (1787-?), syn Jędrzeja. Wydzierżawił on ją piekarzowi Krystianowi Węde (1780-?), który nie był w stanie uregulować należności, przez co sprawą zajął się komornik. W Księdze Ludności Stałej z 1865 roku po raz pierwszy wymienia się jako właściciela rzeźnika Aleksandra Szymańskiego vel Szymaniewskiego (1816-1871). Po jego śmierci dom zajęła jego żona, Ernestyna Amalia z Urbanów Szymańska vel Szymaniewska (1813-1888). Następnie kamienicę objął syn Aleksandra i Ernestyny Amalii, rzeźnik Konstanty Szymański (1855-?). Kalendarz Kujawianin na 1917 rok podaje, że był właścicielem tej i kilku innych nieruchomości na terenie Włocławka. 
Od 1897 r. do co najmniej 1937 r. znajdowała się tu wędliniarnia Wacława Ludwika Kłudkowskiego (1871-?), oferująca m.in. dostawę wędlin dla spółdzielni 14 Pułku Piechoty Ziemi Kujawskiej. W 1931 r. zarejestrowano pod tym adresem sklep z wędlinami, słodyczami i owocami Feliksa, którego właścicielką była nauczycielka Feliksa Szałwińska. Była ona szwagierką Wacława Kłudkowskiego, być może zatem sklep był kontynuacją jego działalności. Od 1917 r. funkcjonował tu sklep ze skórami i przyborami szewskimi Abrama Józefa Białogłowskiego (1880-1941). W 1926 r. wymienia się pod tym adresem także jadłodajnię handlarza Ignacego Jędrzejaka (1864-1926), zmarłego w tym samym roku.

### Stary Rynek 15
Dom oznaczono 10. numerem hipotecznym. Najstarsze wzmianki o nim pochodzącą z dokumentów dot. sporu o własność budynku między spadkobiercami Stanisława Świątkowskiego pod koniec XVIII wieku. W 1823 r. dom nabyli Wojciech i Marianna Góreccy, którzy w tym samym roku za cenę 5100 zł sprzedali go Krystynie Lemańskiej (1796-?). Od 1852 r. właścicielami nieruchomości byli handlarz i białoskórnik Jan George (1785-1871) i Julianna z Fejlerchów Kurczynowie (1798-1885). W Księgach Ludności Stałej z 1903 i 1910 roku jako właściciela domu wymienia się Ignacego Hibnera (1838-?). W 1912 r. dom należał już do Józefa Chojnackiego (1868-?), który co najmniej do 1930 r. prowadził w nim sklep z dewocjonaliami. Wymienia go także Kalendarz Kujawianin na 1917 rok. W 1926 r. odnotowano tu istnienie sklepu spożywczego Bronisławy Lebiedzińskiej. W latach 1924–1928 zarejestrowany był tu Polski Sklep Komisowy Zofii Kropidłowskiej (1891-1974) i Zygmunta Chocianowicza (1868-1937). Według Przewodnika ilustrowanego po Włocławku z 1922 roku mieściło się tu Biuro Dozoru Kościelnego parafii św. Jana Chrzciciela.

## Galeria

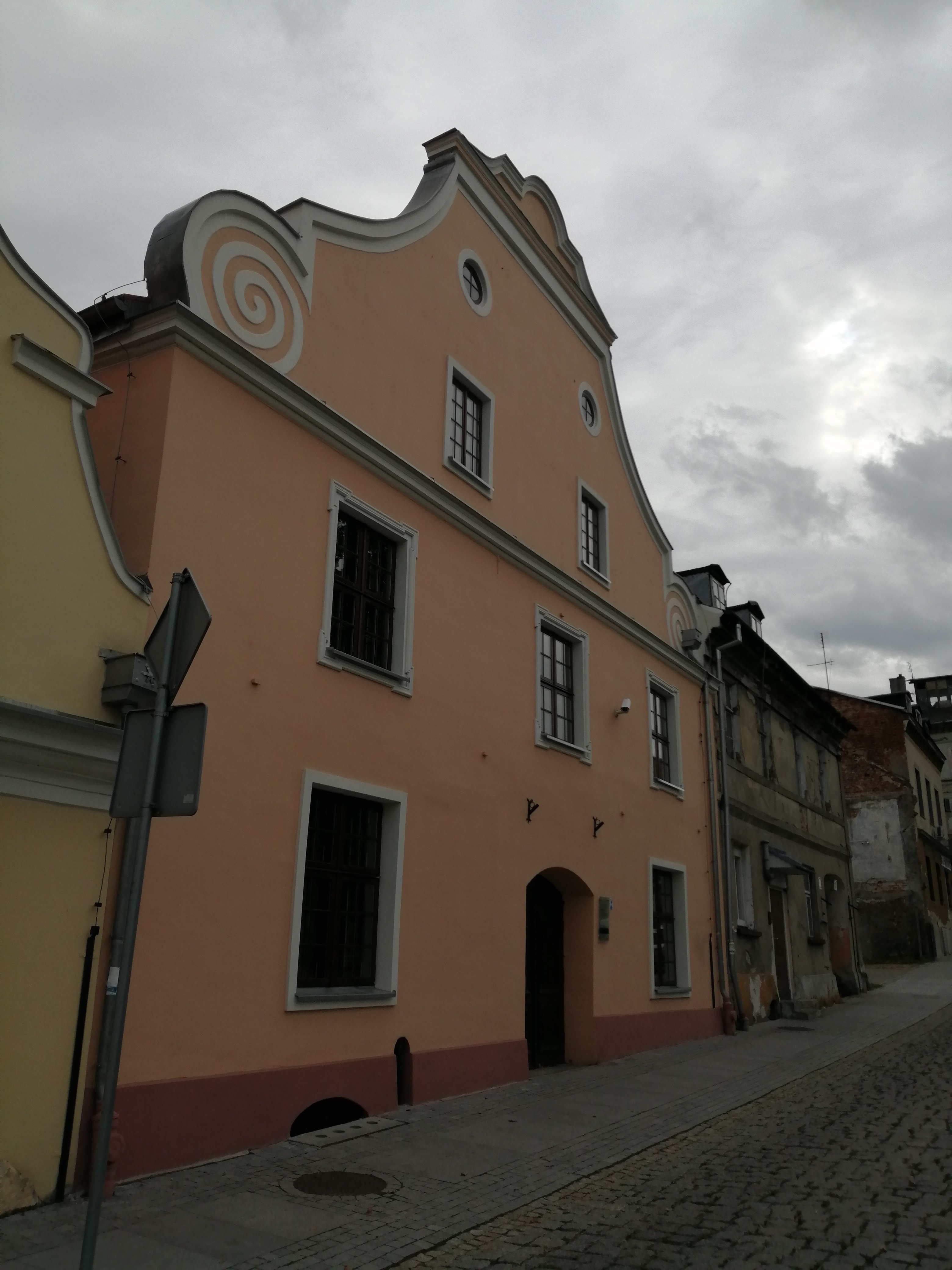
Kamienica przy ul. Stary Rynek 14 po remoncie z lat 2013-2018
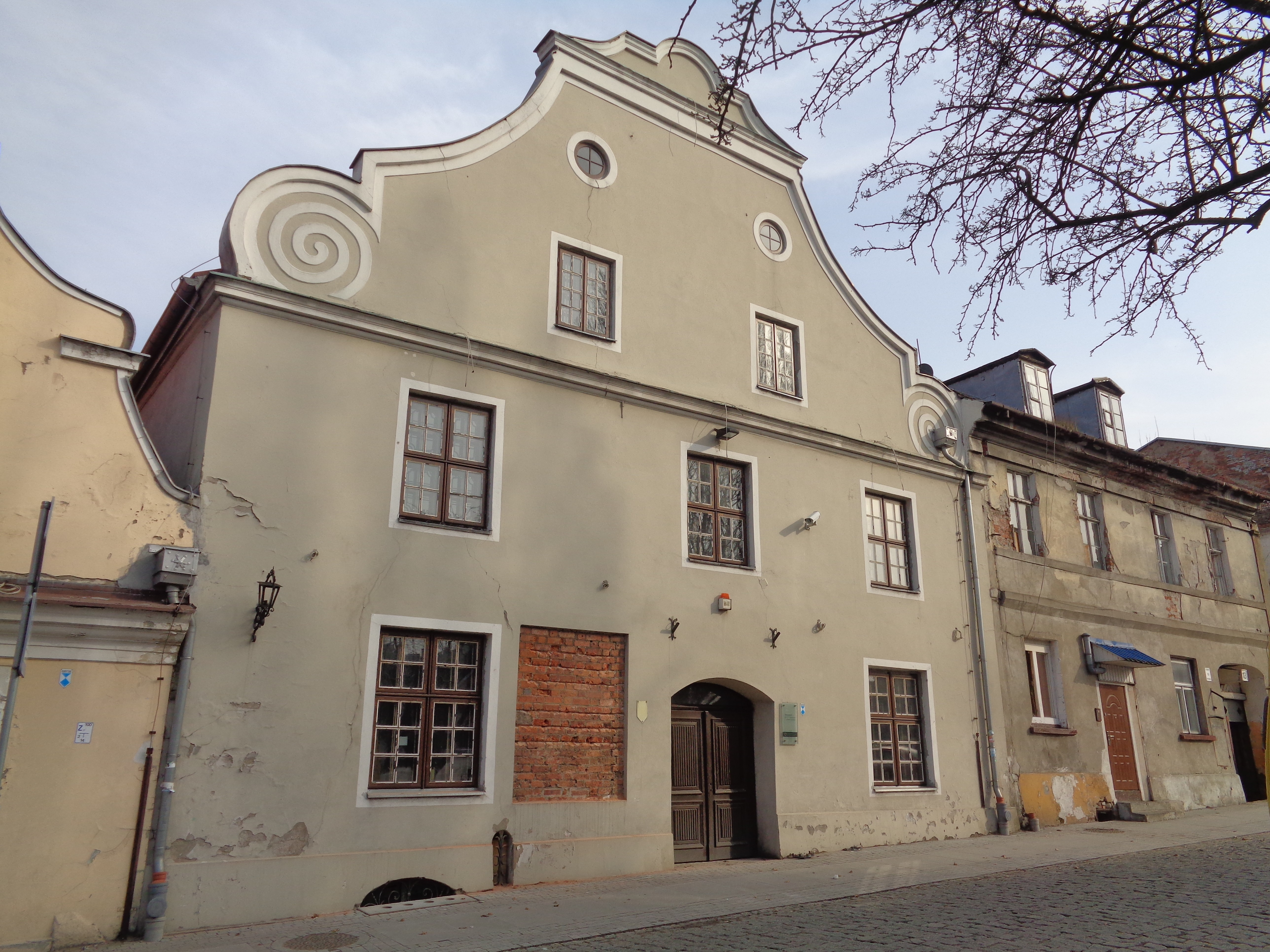
Kamienica przy ul. Stary Rynek 14 przed remontem. Widoczny m.in. odsłonięty fragment gotyckiego układu cegieł
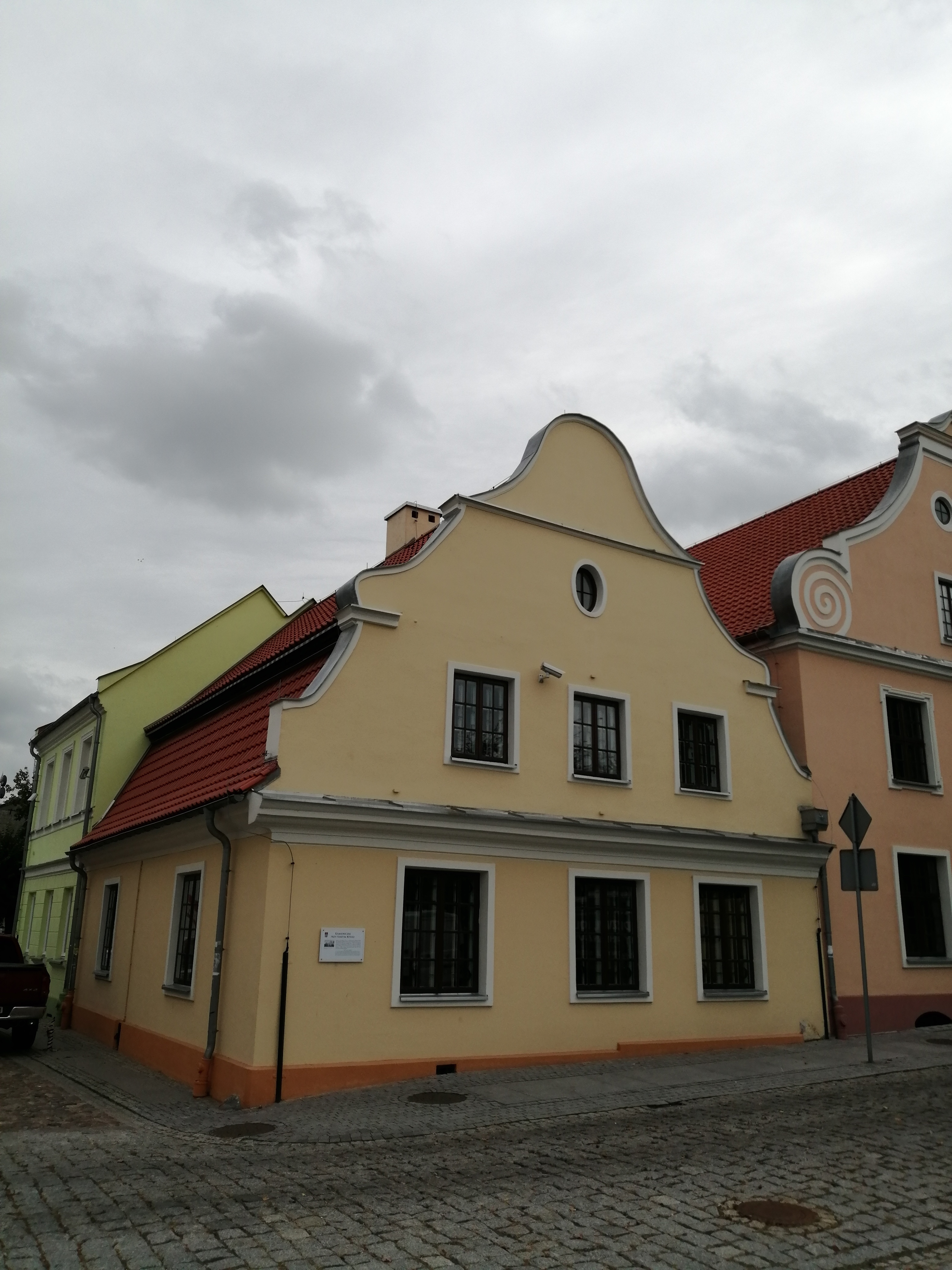
Kamienica przy ul. Stary Rynek 15 po remoncie z lat 2013-2018
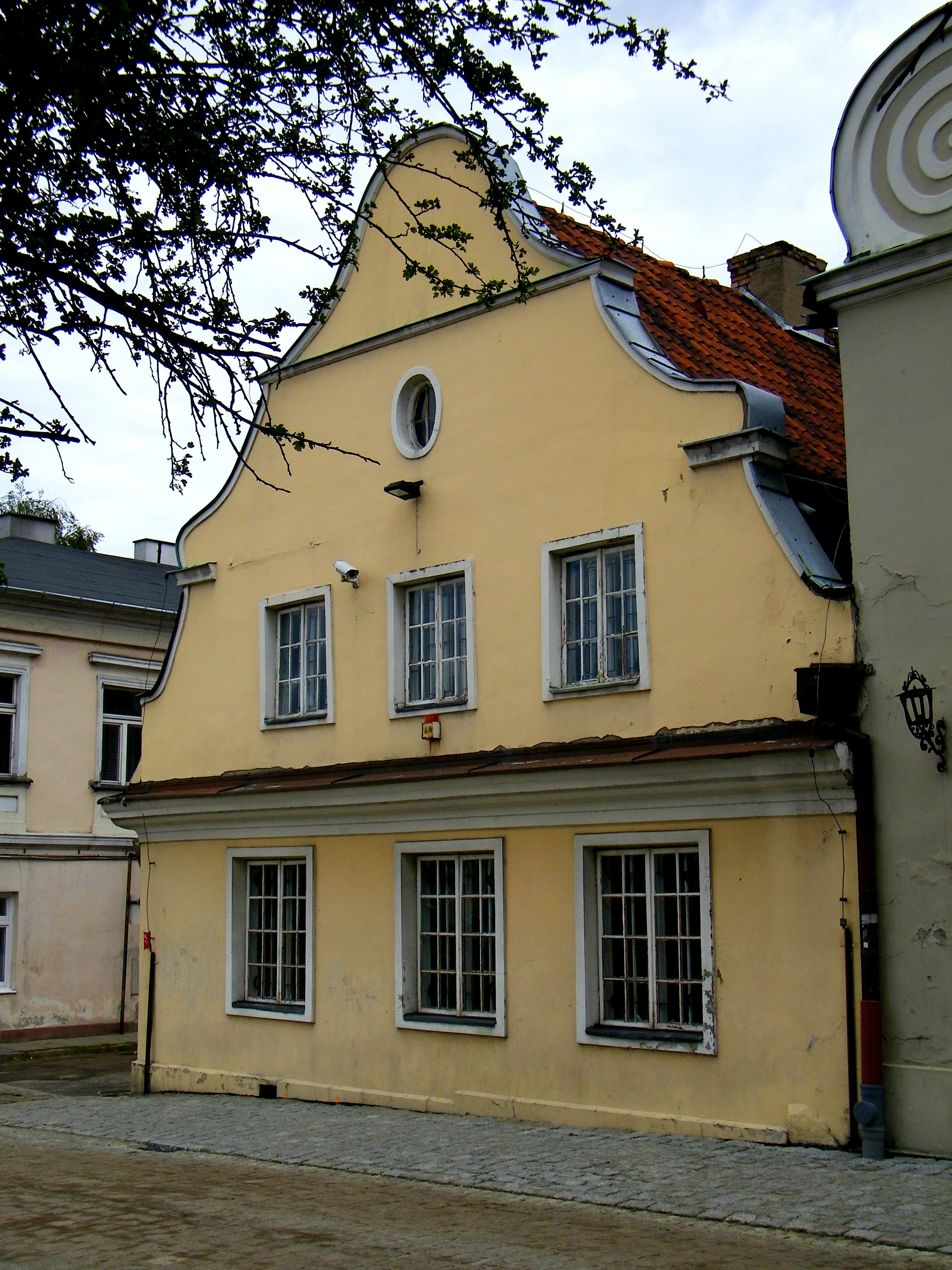
Kamienica przy ul. Stary Rynek 15 przed remontem